# Nidularium billbergioides
Nidularium billbergioides là một loài thực vật có hoa trong họ Bromeliaceae. Loài này được (Schult. & Schult.f.) L.B.Sm. mô tả khoa học đầu tiên năm 1931.